# Estação General Osório / Ipanema
A Estação General Osório / Ipanema é uma estação de metrô no bairro de Ipanema, na cidade do Rio de Janeiro.
A estação leva o nome do Patrono da Cavalaria do Exército Brasileiro, Manuel Luís Osório, líder brasileiro na Guerra do Paraguai. Antes de sua inauguração, porém, cogitou-se para a estação o nome de Tom Jobim.
Em alguns fins de semana e feriados, serve como terminal da Linha 2.

## História
Foi inaugurada em 21 de dezembro de 2009 as 11 horas da manhã, sendo aberta para a circulação de passageiros no dia 22 de dezembro de 2009. Suas obras começaram a partir da primeira explosão realizada pelo Presidente Luiz Inácio Lula da Silva no dia 11 de abril de 2007. Durante as obras, no último domingo de cada mês, visitas eram feitas à estação. Apenas onze meses após a inauguração, alguns impactos dessa obra já podiam ser observados, como a revitalização e a valorização imobiliária da região. Durante a maior parte do ano de 2013, a estação ficou fechada para obras de ampliação.
À época da inauguração, a estação se chamava "Ipanema/General Osório". Depois, o sufixo com o nome do bairro foi retirado. Finalmente, em agosto de 2022, a estação foi renomeada para "General Osório / Ipanema", ocasião em que as estações ganharam sufixos com os nomes dos bairros em que se localizam.

## Dados principais
Esta estação, construída na rocha, tem 3 plataformas, tanto nas linhas 1/4 como na 2. Além disso, há uma plataforma central para embarque e duas laterais para desembarque de passageiros.

Interior da estação.

A Estação General Osório / Ipanema possui na primeira plataforma (Linha 2) um espaço para manobras dos trens antes da estação. Apresenta ainda duas vias laterais destinadas ao estacionamento de trens em forma de X, após a estação. 
A sua decoração envolve painéis que ilustram os costumes e tradições da região: a Banda de Ipanema, o Bloco Carnavalesco Simpatia É Quase Amor e a Feira Hippie dos domingos.
A estação é seguida pela Estação Nossa Senhora da Paz / Ipanema.
Em 23 de fevereiro de 2013 a estação, juntamente com Cantagalo / Copacabana, fora fechada para que serviços de expansão para a linha 4 pudessem ser realizados. Enquanto Cantagalo / Copacabana reabriu em março do mesmo ano, a estação terminal da Linha 1 reabriu em dezembro de 2013.
Em 2014 foi iniciada a construção de um novo acesso à estação pela Lagoa Rodrigo de Freitas, inaugurado em 2016 o novo acesso localiza-se no canteiro central da avenida Epitácio Pessoa, na altura do Parque do Cantagalo. Alguns meses após a inauguração, no primeiro semestre de 2017, as duas linhas 1 e 4 se fundiram, tendo como final do trajeto a Estação Jardim Oceânico / Barra da Tijuca, e com isso, o embarque e desembarque ocorre somente na nova plataforma da linha 4, enquanto a antiga plataforma terminal da linha 1 (agora pertencente à linha 2) funciona em alguns fins de semana e feriados.

## Acessos
Esta estação possui cinco acessos:
- Acesso A - Praça General Osório
- Acesso B - Rua Jangadeiros
- Acesso C - Complexo Rubem Braga
- Acesso D - Rua Sá Ferreira
- Acesso E - Lagoa

O acesso C conta com um elevador para a comunidade do Cantagalo, enquanto o acesso D tem em suas proximidades o Plano Inclinado do Pavão-Pavãozinho, ambas comunidades fazem parte do conjunto de favelas Cantagalo-Pavão-Pavãozinho.

## Plataformas
Linhas 1/4: Uruguai - Jardim Oceânico
Plataforma lateral direta: Desembarque
Plataforma central direta: Embarque Linha 1 (Uruguai / Tijuca)

Plataforma central esquerda: Embarque Linha 4 (Jardim Oceânico / Barra da Tijuca)

Plataforma lateral esquerda: Desembarque
Linha 2: Pavuna - General Osório
Plataforma lateral direta: Desembarque 

Plataforma central direta: Embarque Linha 2 (Pavuna)

Plataforma central esquerda: Embarque Linha 2 (Pavuna)

Plataforma lateral esquerda: Desembarque

## Tabelas
| Sigla | Estação                  | Inauguração                   | Capacidade | Plataformas        | Posição     | Notas            |
| ----- | ------------------------ | ----------------------------- | ---------- | ------------------ | ----------- | ---------------- |
| GOS   | General Osório / Ipanema | 2009 (Linha 1) 2016 (Linha 4) |            | Laterais e Central | Subterrânea | Estação em curva |